# Village olympique de Lake Placid

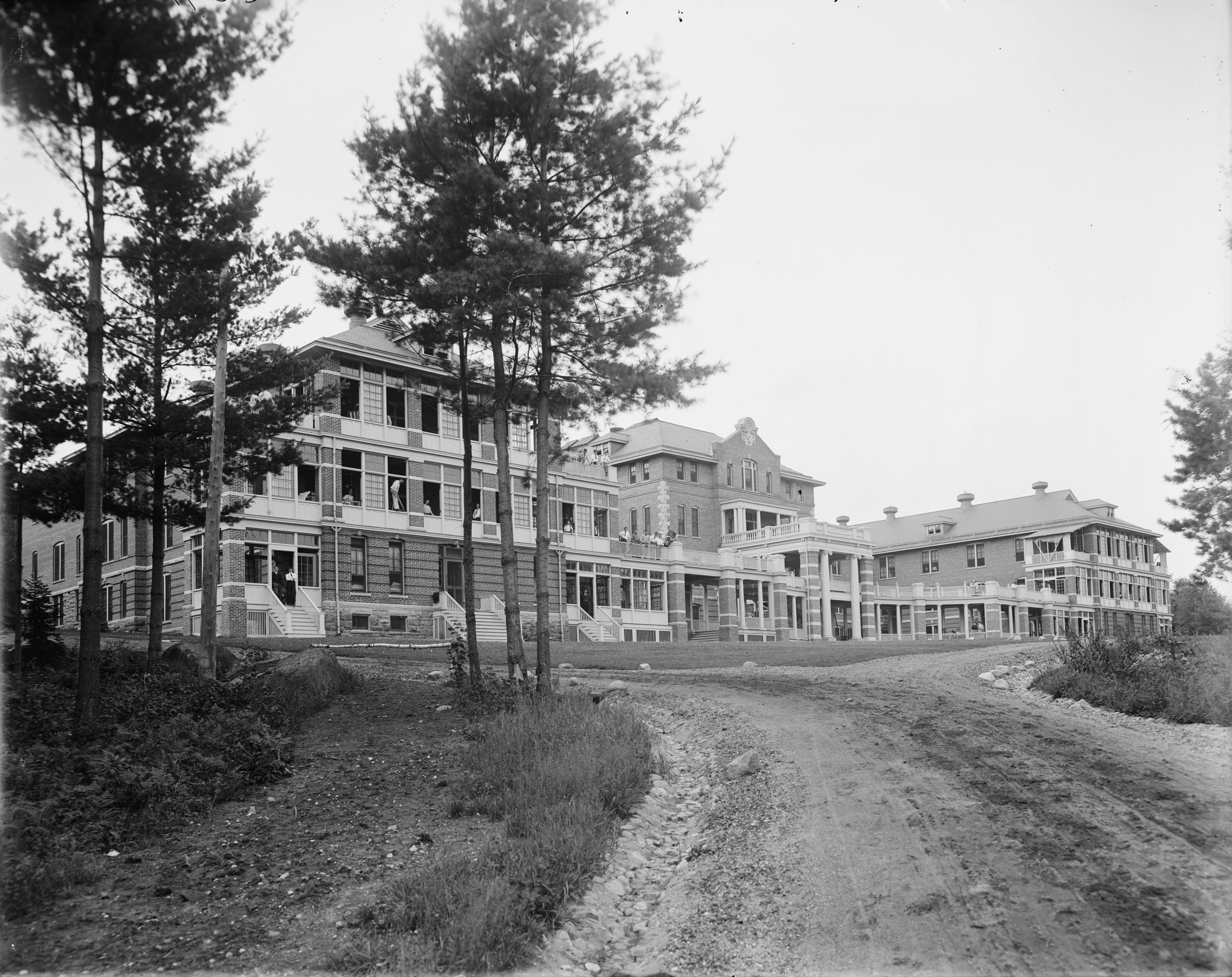
Sanatorium de Ray Brook, détruit pour créer le village olympique.

Le village olympique de Lake Placid héberge les athlètes des Jeux olympiques d'hiver de 1980. Sa reconversion en prison suscite une polémique.

## Historique

### Préparation des Jeux olympiques
Le village olympique des Jeux olympiques d'hiver de 1980 est construit à Ray Brook, entre Lake Placid et Saranac Lake. À l'époque de la sélection de la ville hôte pour les Jeux olympiques d'hiver de 1980, il est envisagé d'héberger les athlètes dans une douzaine de bâtiments à proximité de Lake Placid. Après l'élection de Lake Placid, le projet est déplacé à Ray Brook, sur le site d'un ancien sanatorium.
Les travaux sont financés par le Congrès américain à hauteur de 28 millions de dollars, à condition que l'installation puisse avoir un « usage secondaire ». Les organisateurs apprennent alors que Normal Carlson, directeur du bureau fédéral des prisons, projette de construire une prison dans le nord-ouest des États-Unis. Le département de la Justice des États-Unis approuve la proposition de partenariat et le projet est lancé pour la construction d'un village olympique qui sera transformé en prison : l'Adirondack Correctional Facility (en) et le Federal Correctional Institution Ray Brook (en). La construction coûte au total 49 millions de dollars.
Le site se trouve à 11 kilomètres de Lake Placid et à 45 minutes en voiture du lieu de compétition le plus éloigné.
Sur une superficie de 15 hectares, onze bâtiments accueillent 1500 lits sous la forme de 937 cellules de 2,5 sur 4 mètres avec des murs en parpaing et une petite fenêtre à barreaux. 512 lits sont partagés entre 64 maisons préfabriquées avec chacune huit chambres individuelles. Au total, la capacité d'accueil du lieu est d'environ 2000 personnes. Les infrastructures incluent entre autres des salles de méditation, une bibliothèque, une discothèque et un théâtre qui intègre des artistes célèbres dans sa programmation. Les sections résidentielles sont également agrémentées d'espaces de détente. Initialement, tous les athlètes doivent loger dans cinq bâtiments permanents, mais leur nombre est plus élevé que prévu, d'où l'ajout des maisons en préfabriqué. Des ateliers, une bibliothèque additionnelle, un sauna et des salles de massage sont également ajoutés temporairement. Un programme spécial est présenté au cinéma du village olympique, visant à mettre en valeur cinquante années de cinéma américain. Un comité incluant notamment Robert Wise et Steven Spielberg est chargé de choisir les 32 films du programme. Enfin, deux artistes sont présents au village olympique. L'un produit des portraits des athlètes, qui sont d'abord exposés dans une galerie à New York puis envoyés à leurs sujets. Le second met à contribution les athlètes pour réaliser une statue de glace de dix mètres de haut.
Certains sites de compétition proposent des paniers repas en plus des trois repas par jour au village. Un buffet est également ouvert en permanence.
Une navette permet aux athlètes de s'entraîner au North Country community college, à 7 kilomètres du village olympique, qui a des salles de sport et une piscine olympique. Sur place, un gymnase omnisports et une salle de sport sont accessibles.
Les premières équipes arrivent le 28 janvier 1980 et les dernières partent le 29 février.

### Alternatives
Peter Pilsl, qui représente le comité olympique autrichien, fait remarquer que les instructions du baron Michael Morris précisent qu'une chambre individuelle doit mesurer au moins dix mètres carrés, tandis qu'à Lake Placid, les chambres doubles en mesurent neuf.
Certains pays commencent à chercher d'autres lieux de résidence, compliquant les problèmes de sécurité des Jeux. Certains habitants sont expulsés de leurs logements par des propriétaires pouvant louer les appartements bien plus cher à des équipes olympiques. En réponse à cette menace, ils montent l'organisation Renters Association of Concerned Citizens on Ousting Our Needed Services, dont l'acronyme RACCOONS fait référence au raton-laveur mascotte des Jeux.
Les Norvégiens, les Suédois, les Italiens, les Allemands de l'Est et de l'Ouest ainsi que les Australiens sont finalement logés ailleurs.

### Après les Jeux
Comme prévu, le lieu est transformé en centre correctionnel pouvant accueillir un millier de personnes. La transformation s'effectue en seulement six mois, et la salle d'arcade devient la chapelle de la prison. Cette conversion était prévue dès le départ, la ville étant trop petite pour tant de logements, mais elle ne resta pas sans critiques. Il s'agit de l'Adirondack Correctional Facility (en) et le Federal Correctional Institution Ray Brook (en).

## Controverse
Le maire de Lake Placid remarque que le projet doit créer 200 emplois à 15 000 dollars annuels garantis, alors que le salaire moyen de la région est à 8 000 dollars par an avec un des taux de chômage les plus élevés du pays. Des manifestations sont organisées à partir de 1979, notamment par le groupe Stop the Olympic Prison (« Stop à la prison olympique ») ; l'organisation affirme entre autres que le manque de transports en commun et l'éloignement de New York et Boston, dont seront originaires de nombreux prisonniers, les empêchera de voir leurs proches.
Plusieurs délégations olympiques protestent contre l'étroitesse des chambres destinées à devenir des cellules et leurs fenêtres à barreaux. Or, après la prise d'otages de Munich, la haute surveillance du village olympique et la tenue des Jeux dans une petite ville de montagne plutôt que dans un grand centre urbain sont des arguments positifs pour les organisateurs Le président du Comité d'hébergement des athlètes du CIO parvient à négocier une installation des clôtures en barbelés seulement après la fin des Jeux.